# بحيرة نيبيغون
بحيرة نيبيغون هي بحيرة تقع في قارة أمريكا الشمالية في وسط كندا في الجزء الجنوبي من ولاية أونتاريو إلى الشمال من البحيرة العظمى سوبير يور بحوالي 56 كم. تبلغ مساحتها 4461 كم². تنصرف مياها عبر نهر نيبغون البالغ طوله 65 كم. باتجاه الجنوب ليصب في الساحل الشمالي لبحيرة سوبيريور تضم بحيرة نيبغون عدداً من الجزر كما أنها سواحلها كثيرة التعرج مما يجعلها مهوى الرياضيين .